# Ivan Bunin
Ivan Aleksejevitj Bunin (russisk: Ива́н Алексе́евич Бу́нин, tr. Iván Alekséjevitj Búnin; født 22. oktober 1870 i Voronesj, Det Russiske Kejserrige, død 8. november 1953 i Paris, Frankrig) var en russisk forfatter. I 1891 debuterede han med bogen Digte og blev kendt som en stilsikker symbolistisk digter. Senere skrev han overvejende prosa. I 1933 blev han den første russer, der fik Nobelprisen i litteratur.

## Værker (i udvalg)
- Bøn: et prosadikt, 1924
- Herren fra San Francisco, 1925 (Gospodin is San-Frantsisko) Господин из Сан-Франциско
- Arsenjevs ungdom, 1931 (Sjisjn Arsenjeva) Жизнь Арсеньева
- Mitjas kærlighed og andre noveller, 1931 (Mitina ljubov) Митина любовь
- Livets bægre og andre noveller, 1932 (Tjasja sjisjni) Чаша жизни
- Arsenjevs jordefærd, 1933 (Sjisjn Arsenjeva) Жизнь Арсеньева
- Spejlet og andre noveller, 1933 (fra "Sotjinenija" og "Snanije")